# Proteus (bacteria)
Proteus es un género de bacterias gramnegativas, que incluye patógenos responsables de muchas infecciones del tracto urinario. Las especies de Proteus normalmente no fermentan lactosa por razón de no tener una β galactosidasa, pero algunas se han mostrado capaces de hacerlo en el test TSI (Triple Sugar Iron en inglés, o "Triple Azúcar de Hierro"). Son oxidasa-negativas y ureasa-positivas. Algunas especies son mótiles. Tienden a ser organismos pleomórficos, no esporulados ni capsulados y son productoras de fenilalanina desaminasa. Con la excepción de P. mirabilis, todos los Proteus reaccionan positivos con la prueba del indol

## Hábitat
Proteus es un género de bacterias ubicuas, residentes del tracto intestinal de humanos y algunos animales. También vive en el suelo degradando materia orgánica.

## Cultivo
Crecen en medios corrientes y moderadamente selectivos a temperatura corporal de 37 °C.(son mesofilas) Crecen formando capas diseminadas por virtud de su gran motilidad. Existen variantes inmóviles que forman colonias lisas. Deben refrigerarse.

## Morfología
La estructura antigénica está compuesta por antígeno somático O, flagelar H y superficial K. El antígeno flagelar H contribuye a la capacidad invasora de las vías urinarias. La variante X del antígeno somático O está presente en algunas cepas de P. mirabilis. Otros grupos antigénicos definidos son el OX2, OX19 y OXK. El grupo OX19 (y a veces el grupo OX2) da reacciones cruzadas (aglutinación) en pacientes con Rickettsia prowazekii y esa es la base de la prueba de Weil Félix.

## Patogenia
Hay tres especies que causan infecciones oportunistas en humanos: P. vulgaris, P. mirabilis, y P. penneri. Causan infecciones urinarias (más del 10% de complicaciones del tracto urinario incluyendo cálculos y lesiones celulares del epitelio renal), enteritis (especialmente en niños), abscesos hepáticos, meningitis, otitis media y neumonía con o sin empiema, entre otros. Es un frecuente invasor secundario de quemaduras y heridas, así como infecciones nosocomiales.
Todas las especies de Proteus son resistentes a la ampicilina. P. mirabilis es sensible a la penicilina.

### Factores de virulencia
- Flagelos
- Fimbrias
- Proteínas de membrana
- Ureasa positivo
- Hemolisinas
- No producen toxinas solubles